# Ciutadella de Strajă
La ciutadella de Strajă era una fortificació de defensa important, però situada fora del centre històric de Brașov per tal d'evitar l'atac i sobretot el seu bombardeig des de les altures circumdants.
La fortalesa es troba al nord de la fortalesa de Brașov (centre històric de la ciutat), al turó Straja (turó de la Ciutadella) entre Brașovechi i Blumăna i està declarada monument històric d'importància nacional (cod LMI BV-II-aA-11393). La ciutadella de Strajă no s'ha de confondre amb la fortalesa de Brașov, el conjunt de fortificacions que envoltaven l'actual centre històric de la ciutat.

## Història
Al començament del segle XV, al turó Straja (Martinsberg) només hi ha una torre vigilant la ferradura, que es va completar l'any 1524 amb un baluard de fusta amb quatre torres. La torre tenia tres pisos amb embrasades als pisos inferiors i plataformes petrolieres al nivell superior.
Les fortificacions de fusta van ser destruïdes el 1529 per l'exèrcit de Petru Rareș després de la batalla de Feldioara el 21 d'octubre de 1529, en la qual va derrotar les tropes de l'emperador Ferran I d'Habsburg i van ser reconstruïdes a mitjans del segle XVI. Arran de l'expansió de la influència a Transsilvània de Ferran I, emperador del Sacre Imperi Romanogermànic, rei de Bohèmia i Hongria, a Transsilvània, el comte d'Arco, subordinat de Giovanni Battista Castaldo, diputat militar del rei Ferran, va exigir la restauració i l'enfortiment de la fortificació. Així, la torre central en forma de ferradura va ser ampliada entre 1552 i 1553 amb tres petites torres d' artilleria. Més tard, l'any 1611, la Ciutadella va ser envoltada per un fossat d'aigua i una onada de terra.
Arran d'un incendi l'any 1618 que va destruir la bastida interior de fusta, la Ciutadella va ser reconstruïda l'any 1625 per les autoritats del Principat de Transsilvània i alhora es va excavar un pou de 25 metres a l'interior del pati, posteriorment aprofundit fins a 81 metres., que era la font d'aigua de la Ciutadella, en cas de setge. L'any 1630 s'inicia la construcció dels murs exteriors de la Ciutadella amb baluards i portes d'accés, obra acabada l'any 1631. L'edifici era de forma quadrada, amb baluards d'estil italià als angles i una única entrada per un pont llevadís. Després del Tractat de Karlowitz el 1699, Transsilvània va passar del vassallatge a l'Imperi Otomà sota el domini dels Habsburg. La gent de Brasov es va revoltar contra les noves autoritats, però el moviment va ser suprimit i els seus líders executats. Les tropes imperials van expropiar la Ciutadella, que van transformar en la seu de la guarnició austríaca a Brasov i van transportar aquí totes les armes i municions de la ciutat. Al pati del castell es van aixecar altres nous edificis: caserna, magatzems i la residència del comandant. Paral·lelament, es van netejar les vinyes i horts al voltant del castell i es van construir fortificacions exteriors addicionals.
L'any 1773, l'emperador Josep II va ordenar la reforma de la Ciutadella, essent la forma restaurada aleshores la que es conserva fins als nostres dies. Aleshores es va aixecar la torre hexagonal adossada a la ferradura central, així com la construcció de dos nivells situada al costat est del nucli de la fortificació. Perdent la seva importància com a fortificació defensiva, la Ciutadella va servir com a magatzem i més tard com a caserna per als veïns. Per això, durant un temps, el turó de Străjii també es va anomenar turó de Plăieșilor.
Nou anys després de la darrera restauració, la Ciutadella es va oferir a la ciutat per a la compra. Com que la gent de Brasov no la volia comprar, la fortificació va funcionar durant un període com a presó en la qual van ser detinguts presoners turcs de la guerra rus-austro-turca (1787-1792), i durant la pesta es va establir una secció especial per als afectats per la malaltia.
Durant la Revolució de 1848, la Ciutadella, on s'havien refugiat centenars d'insurgents, comandada pel capità d'origen polonès Jan Szydlowski, va ser assetjada i bombardejada per l'exèrcit rus cridat per ajudar els austríacs a derrotar les tropes revolucionàries. Van resistir el setge durant dos dies amb els quatre (segons altres fonts, sis) canons, però després que les seves municions s'acabessin i no arribés l'ajuda esperada, van abandonar les seves posicions, van obrir la porta de la fortalesa i es van rendir a les tropes russes. Aquest episodi també va tenir una part d'humor, perquè molts ciutadans havien sortit al passeig davant de les muralles com un espectacle, fins que un projectil que venia de la fortalesa els va fer retrocedir de darrere les muralles.

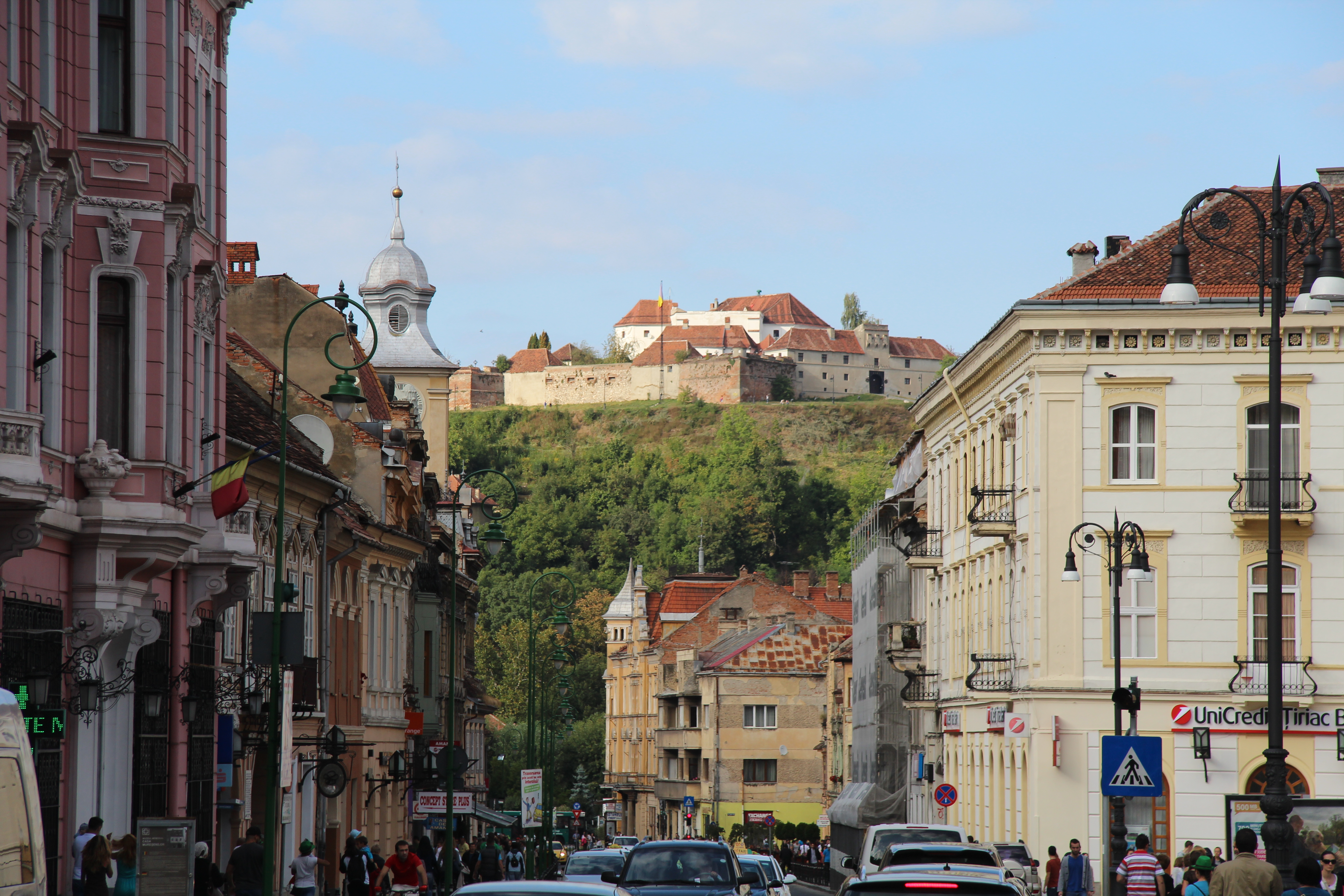
La fortalesa vista des del centre de Brașov

Durant les obres de reparació posteriors al setge es va construir una cisterna d'aigua al pati interior del castell, en substitució de l'antiga font.
Durant la Primera Guerra Mundial, a la batalla de Brașov del 24 de setembre / 7 d'octubre de 1916 - 25 de setembre / 8 d'octubre de 1916, la posició estratègica de la Ciutadella va tenir un paper important. En la batalla decisiva del 8 d'octubre, els exèrcits austrohongaresos van avançar cap a Dealul Străjii, on, a costa de combats intensos, van conquerir les altures durant la tarda, disparant metralladores des d'allà cap a les tropes romaneses a Blumăna i l'estació de la ciutat. Això va influir molt en el resultat de la batalla, les forces romaneses es van veure finalment obligades a evacuar Brasov i retirar-se a Predeal, a l'antiga frontera. Acabada la guerra, la Ciutadella va ser utilitzada com a presó militar, i l'any 1932 va ser donada al rei Carles II.

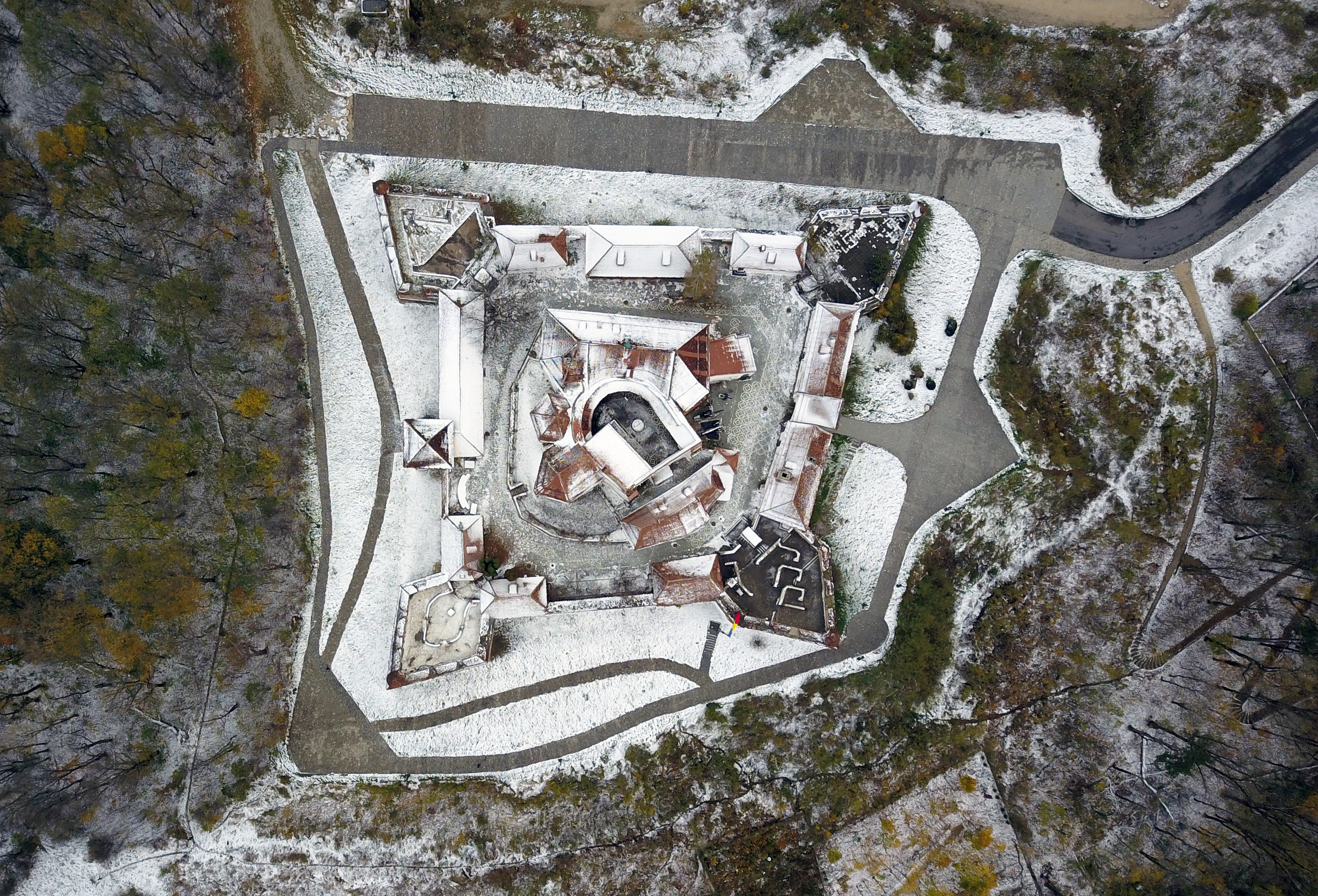
La fortalesa - vista aèria

Després de la nacionalització durant el període comunista, l'any 1948 l' edifici va ser expropiat i va servir com a presó i estació de bloqueig per a la Seguretat, i de 1954 a 1975 com a magatzem per als Arxius de l'Estat a Brașov. La fortalesa es va renovar i l'any 1981 l'Oficina Estatal de Turisme (ONT Carpathians) hi va instal·lar un complex de restaurants d'estil medieval. Paral·lelament, es van crear carrerons asfaltats, es van instal·lar bancs i instal·lacions d'enllumenat públic al voltant de la fortalesa.
Després de la caiguda del comunisme, com a conseqüència de la privatització d'ONT el 1990, Cetățuia va passar a l'administració de Postăvarul SA, que es va convertir en Aro Palace l'any 2000. L'any 2015, l'Ajuntament de Brașov va iniciar un procés legal per a la recuperació de la Ciutadella de SC Aro Palace SA. Com a conseqüència, l'interior del castell no es visita des de l'any 2015, el restaurant va ser tancat i les muralles de la fortalesa van començar a deteriorar-se.

## Descripció
La fortalesa exterior, construïda entre 1630 i 1631, té forma quadrangular, amb bastions d'estil italià als angles. La porta, que abans va ser un pont llevadís, construïda al mur sud per commemorar la visita de la reina Carolina Augusta el 1817, s'anomena "Karolinenthor". La torre central en forma de ferradura té tres plantes amb brases als baixos i brolles d'oli al nivell superior.
La fortalesa té una superfície total de 5.000 metres quadrats i està declarada monument històric d'importància nacional, formada pel recinte del Bastió (cod LMI BV-II-mA-11393.01) i Castell (cod LMI BV-II-mA-11393.02).

## Galeria d'imatges

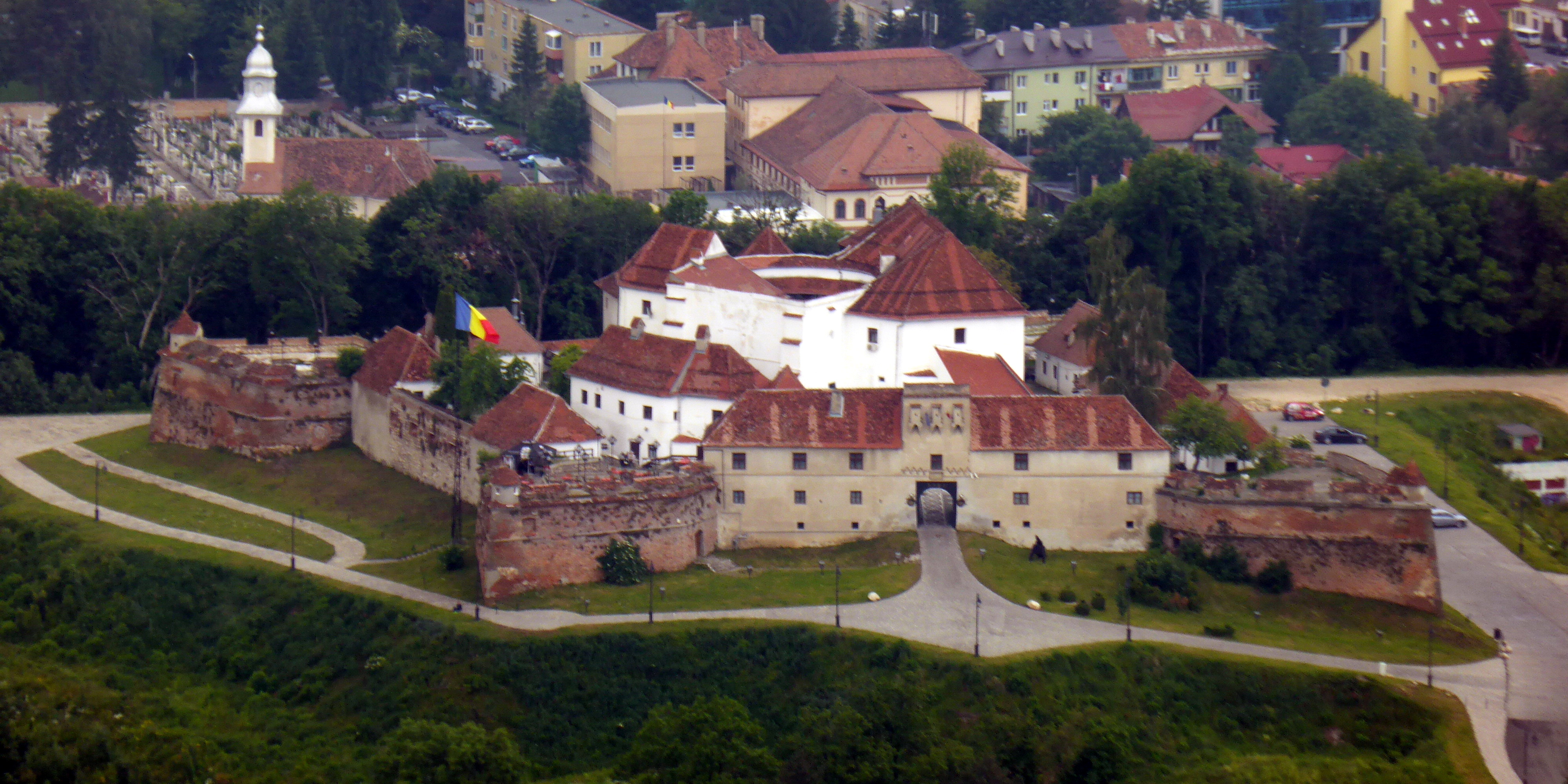
fortalesa
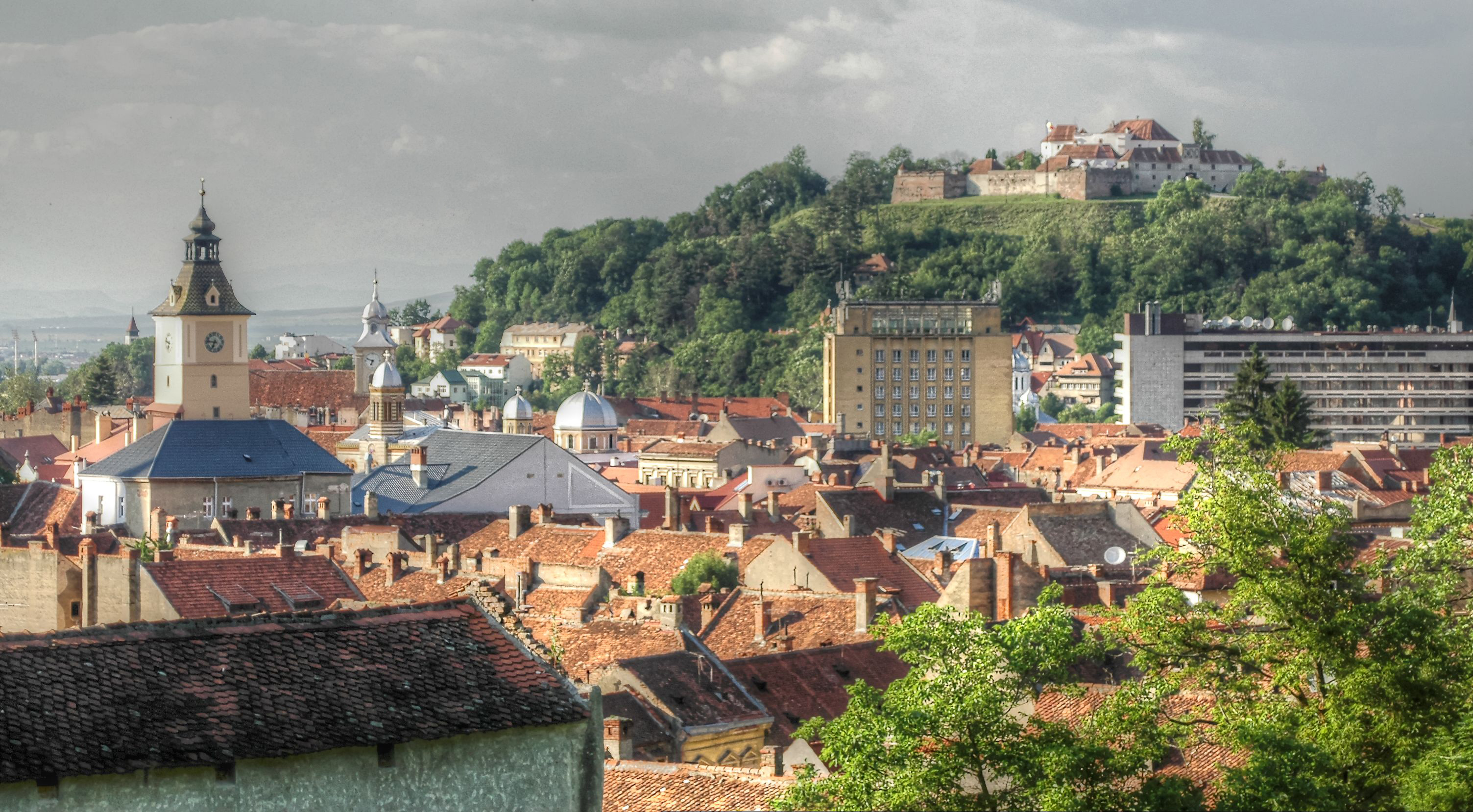
La fortalesa vista des del Centre Històric
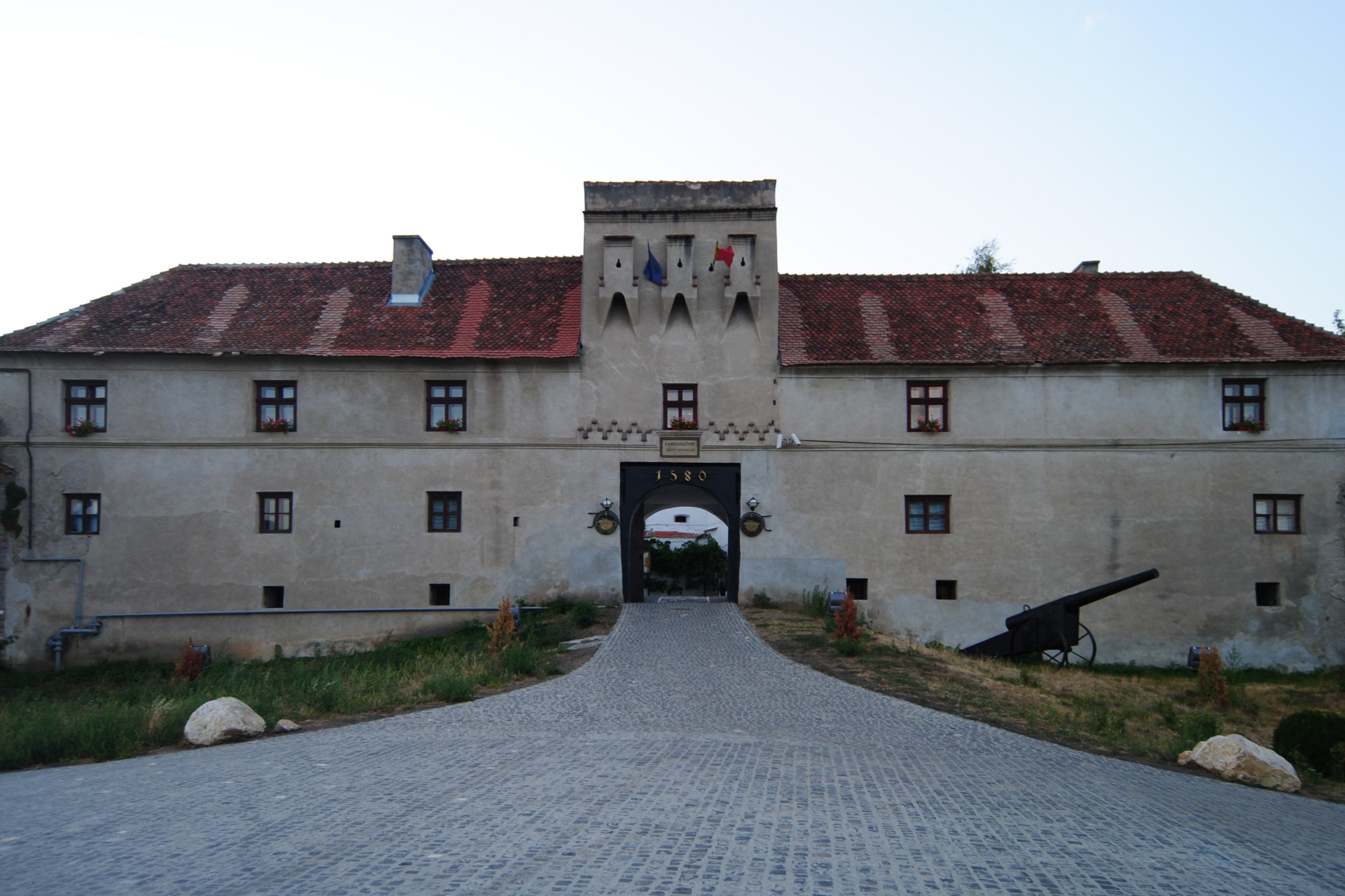
Entrada a la Ciutadella
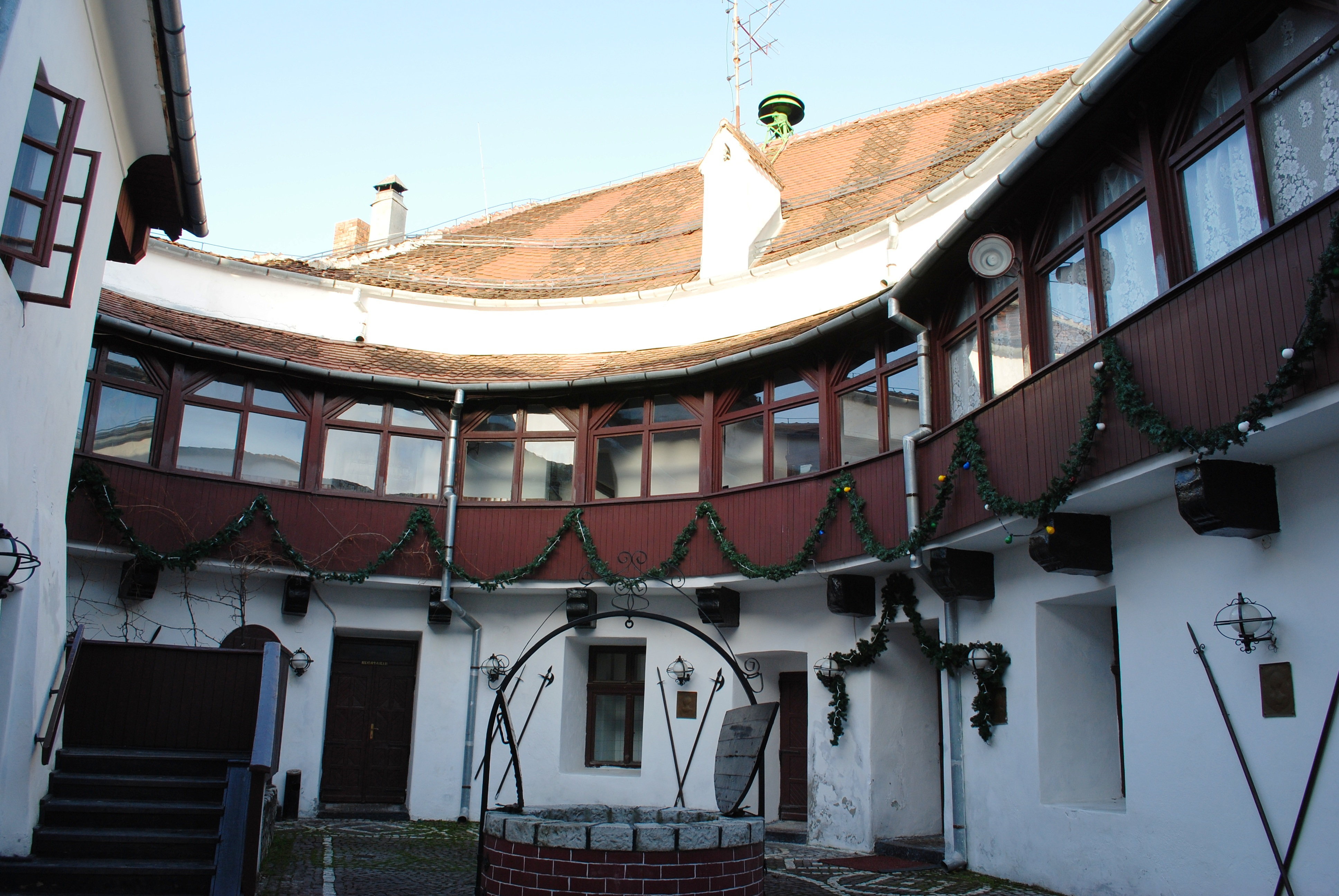
La Ciutadella - El Pati Interior
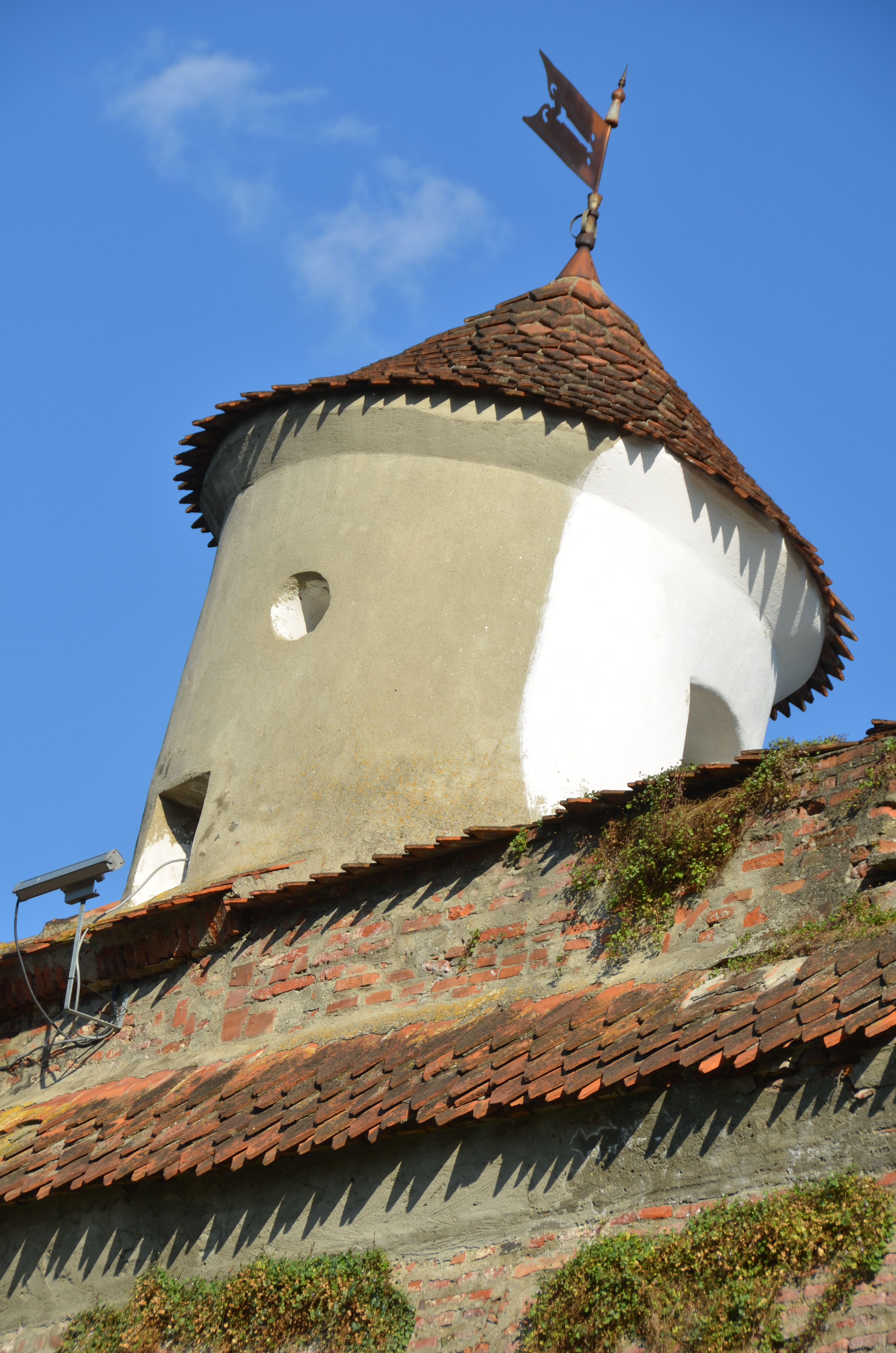
La torre del baluard nord-oest
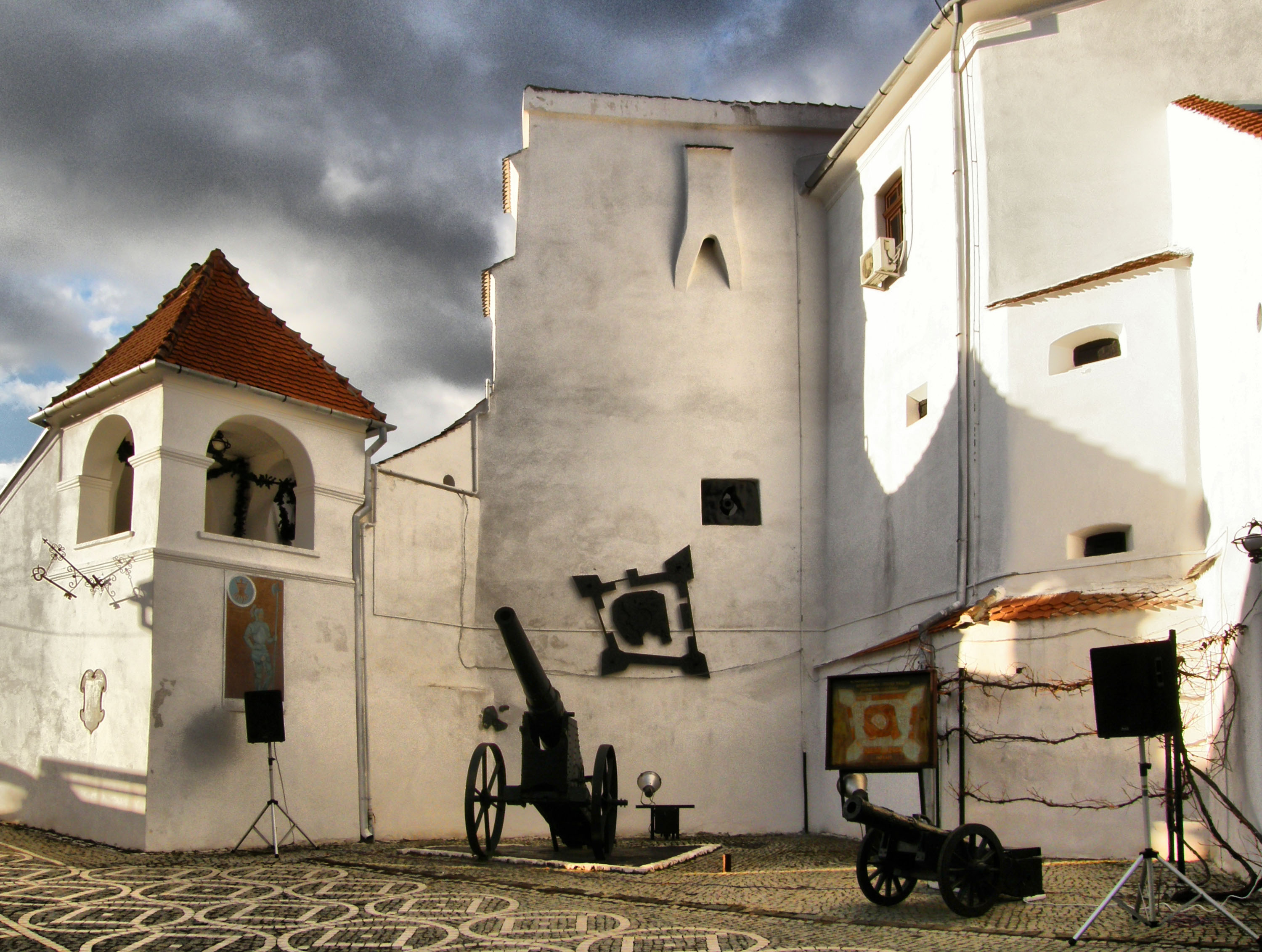
La Ciutadella - El Pati Interior
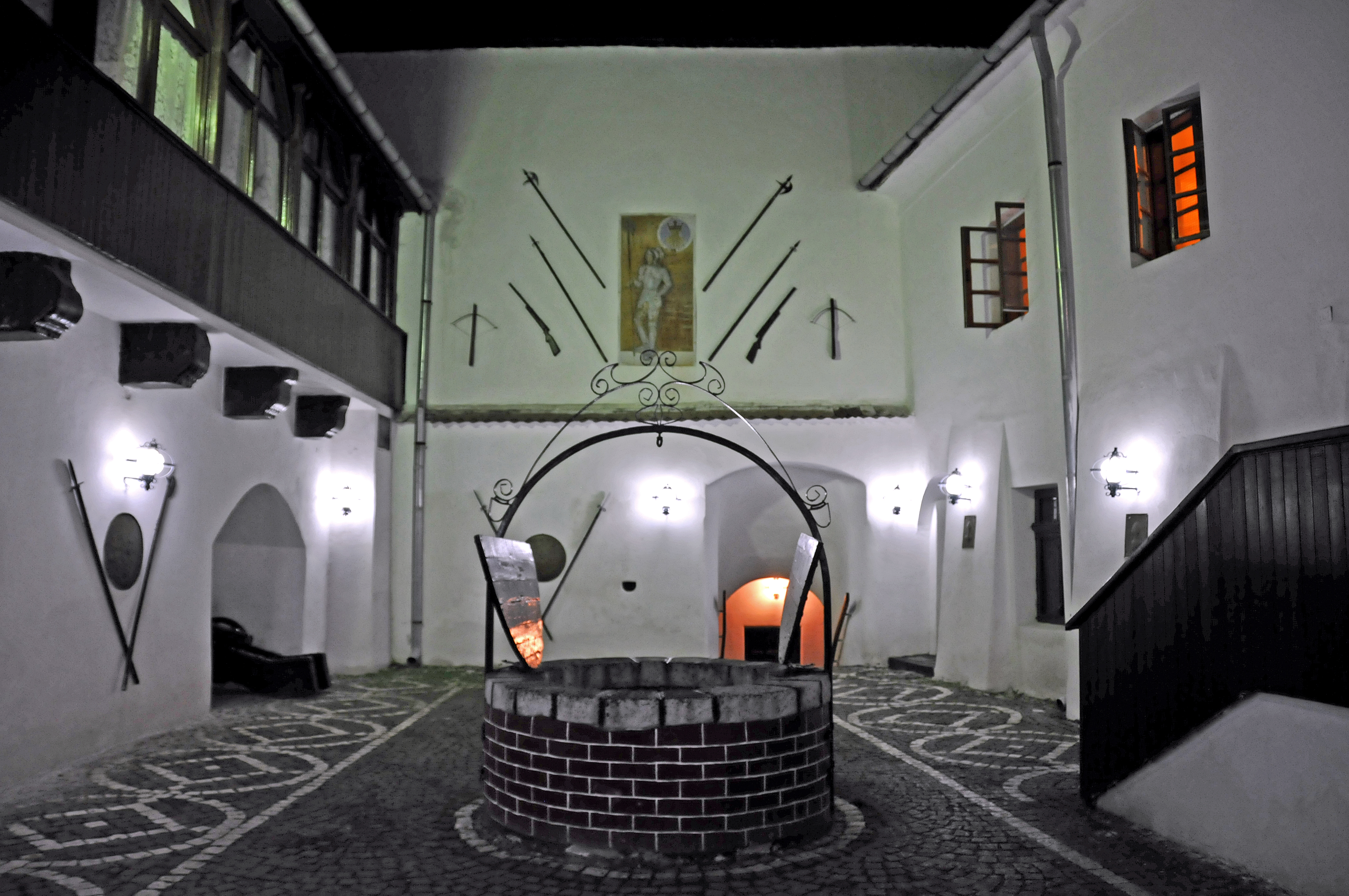
La Ciutadella - El Pati Interior
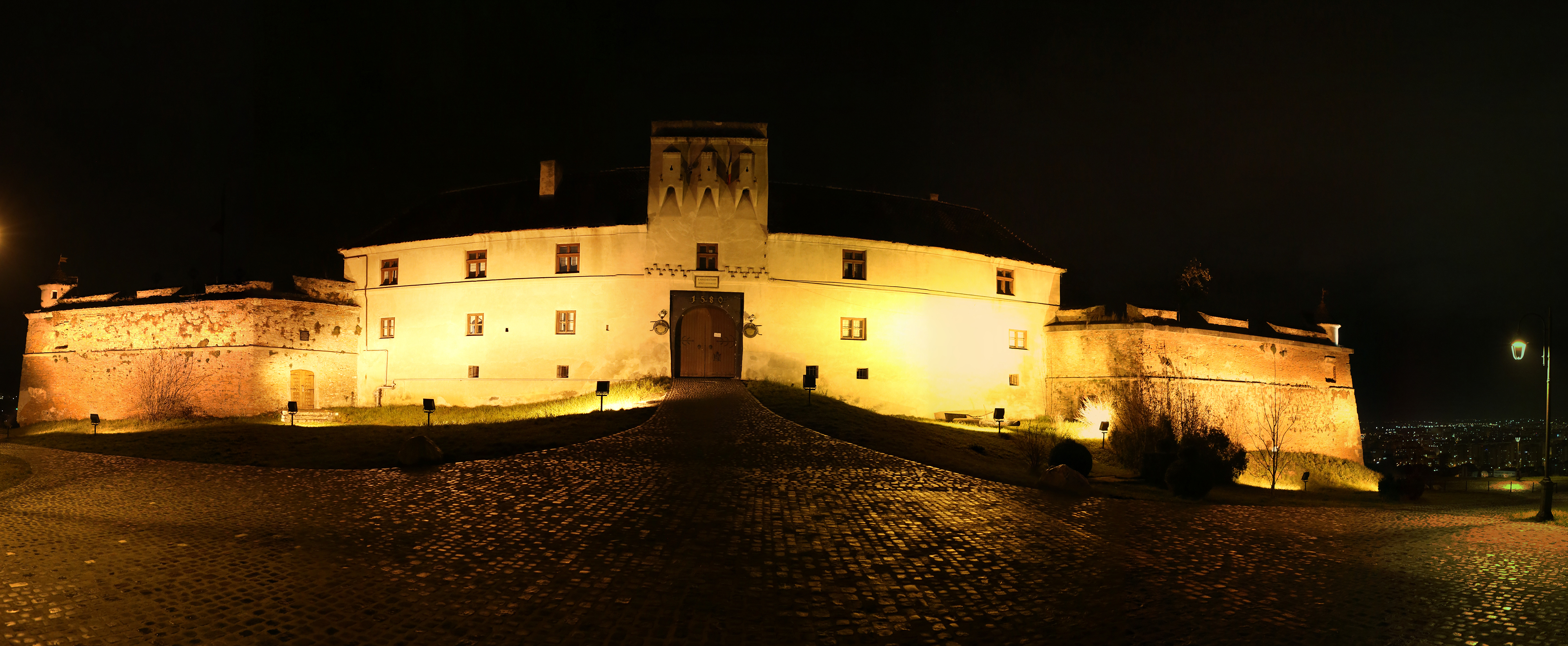
La fortalesa - vista nocturna